# 卡爾·基南·西佛
卡爾·基南·西佛（英語：Carl Keenan Seyfert，1911年2月11日—1960年6月13日），美國天文學家。他最為人所知的是於1943年發表了關於一些螺旋星系核心光譜中的高度電離離子譜線相關研究的一篇論文。而他所研究的星系類型即為西佛星系。星系群西佛六重星系也以他命名。

## 生平
西佛成長於克里夫蘭，1929年進入哈佛大學就讀。獲得學士學位後先後於1933和1936年獲得天文學碩士和博士學位。他在哈罗·沙普利的指導下以論文《Studies of the External Galaxies》獲得學位，論文內容是星系的顏色和亮度相關研究。
1936年時西佛成為新成立於德克薩斯州的麦克唐纳天文台職員，並在當地協助天文台啟用。他在該地協助丹尼爾·波普爾（Daniel M. Popper）研究亮度微弱的光譜 B 型恆星，以及持續進行他個人的螺旋星系相關研究至1940年。
西佛於1940年前往威尔逊山天文台擔任美國國家科學研究委員會成員，並且在當地研究現在被稱為西佛星系的一類活躍星系。1942年他回到克里夫蘭，在凱斯理工學院對軍人教授航海，以及參與軍事相關機密研究。他同時也在該校華納與斯韋齊天文台（Warner and Swasey Observatory）進行天文學研究。
1946年西佛成為位於田納西州纳什维尔的范德堡大学教授。在當時范德堡大學的天文系規模很小，並且該校的小型天文台只有一台口徑6英吋的折射望遠鏡和一個規模並不大的教學團隊。西佛致力於提升該系的教學能力，並募款以建立新天文台。數年過後他獲得了纳什维尔當地的民眾支持。最終於1953年12月建成了配備口徑24英吋折射望遠鏡的戴爾天文台，西佛並擔任該天文台首任台長直到去世。
1960年6月13日，西佛在纳什维尔因為車禍逝世。他生前所住的在戴爾天文台附近的街道在他逝後不久更名為「Carl Seyfert Memorial Drive」表示對他的紀念。

## 研究
西佛發表了許多天文學期刊論文，並且論文領域從恆星到星系天文學，甚至是觀測方式和天文儀器。
1943年他發表了一篇論文，文中提及部分有明亮核心的星系會輻射帶有發射線的光譜，並且發射線會變寬。他所研究的原型星系為 M77。今日這型星系以他的名字命名為「西佛星系」。
西佛在凱斯理工學院任教期間和傑森·約翰·拿騷（Jason John Nassau）首次獲得星雲和恆星光譜的良好影像。1951年他對NGC 6027周圍的一群星系進行觀測和描述，今日該群星系被命名為「西佛六重星系」。西佛是一位活躍的天文儀器革新者，並致力於新技術在天文學上的應用，例如光電倍增管、電視技術和電子式望遠鏡驅動器。

## 命名事物
- 月球上的赛弗特环形山
- 戴爾天文台口徑24英吋的折射望遠鏡在他逝世後改名為西佛望遠鏡。

## 代表性著作
- Seyfert, Carl K., 1943. "Nuclear Emission in Spiral Nebulae". Astrophysical Journal, 97, 28-40 (01/1943)

## 外部連結
- Short biography
- Brief biography at Vanderbilt University（页面存档备份，存于）
- Seyfert Galaxies（页面存档备份，存于）
- Tennessee Portrait Project Vanderbilt Collection - Dyer Observatory（页面存档备份，存于）
- Chapter 16: Galaxies by Alejandra Jimenez and Karlee Mortensen